# Oleksandra Tschernucha
Oleksandra Tschernucha (ukrainisch Олександра Чернуха, engl. Transkription Oleksandra Chernukha; * 2. September 2004) ist eine ukrainische Leichtathletin, die sich auf den Dreisprung spezialisiert hat.

## Sportliche Laufbahn
Erste internationale Erfahrungen sammelte Oleksandra Tschernucha im Jahr 2021, als sie bei den U20-Balkan-Hallenmeisterschaften in Sofia mit 12,67 m die Bronzemedaille im Dreisprung gewann. Im Juli schied sie bei den U20-Europameisterschaften in Tallinn mit 12,11 m in der Qualifikationsrunde aus und anschließend gewann sie bei den U18-Balkan-Meisterschaften in Kraljevo mit 12,82 m die Bronzemedaille und sicherte sich auch mit der ukrainischen 4-mal-100-Meter-Staffel in 48,44 s die Bronzemedaille. 2023 siegte sie mit 13,63 m im Dreisprung bei den U20-Europameisterschaften in Jerusalem.
2023 wurde Tschernucha ukrainische Hallenmeisterin im Dreisprung.

## Persönliche Bestleistungen
- Dreisprung: 13,63 m (+0,4 m/s), 8. August 2023
  - Dreisprung (Halle): 13,19 m, 19. Februar 2023 in Kiew